# Melongena melongena
Espèce
Melongena melongena est une espèce de mollusques gastéropodes de la famille des Melongenidae.
- Répartition : Antilles et côtes de l'Alabama et Floride.
- Taille : 10 à 20 cm